# Portada/article setembre 12

## Línia 5 del metro de Barcelona
La Línia 5 o línia blava del metro de Barcelona és una línia de ferrocarril metropolità soterrada que dona servei a les ciutats de Cornellà de Llobregat, Esplugues de Llobregat, l'Hospitalet de Llobregat i Barcelona. La línia es va inaugurar el 21 de juliol de 1959 com a línia II i actualment uneix les estacions de Cornellà Centre i Vall d'Hebron.
Actualment hi circulen trens de la sèrie 5000 que van començar a ser introduïts l'any 2006 fins substituir totalment els de la sèrie 1000 l'any 2007. Antigament hi havien circulat trens de les sèries 300 i 600.